# عدد اسمیت
یک عدد اسمیت، عددی است مرکب که برای آن در یک مبنای مشخص (معمولاً مبنای ۱۰) مجموع ارقام برابر است با مجموع عامل‌های اول سازنده اش. برای نمونه، ۳۷۸ = ۲ × ۳ × ۳ × ۳ × ۷ یک عدد اسمیت است چون ۳ + ۷ + ۸ = ۲ + ۳ + ۳ + ۳ + ۷ در این تعریف با عامل‌های اول مانند رقم برخورد شد. نمونهٔ دیگر: عامل‌های اول ۲۲ برابر است با ۲ × ۱۱ در این حالت سه رقم در بخش عامل‌های اول داریم یعنی، ۲، ۱ و ۱ بنابراین ۲۲ یک عدد اسمیت است چون: ۲ + ۲ = ۲ + ۱ + ۱.
چند مورد از اعداد اسمیت در پایین آورده شده است:
۴، ۲۲، ۲۷، ۵۸، ۸۵، ۹۴، ۱۲۱، ۱۶۶، ۲۰۲، ۲۶۵، ۲۷۴، ۳۱۹، ۳۴۶، ۳۵۵، ۳۷۸، ۳۸۲، ۳۹۱، ۴۳۸، ۴۵۴، ۴۸۳، ۵۱۷ و …
نخستین بار تعریف اعداد اسمیت را آلبرت ویلانسکی پیشنهاد داد. او مشاهده کرد که شماره تلفن برادر خانمش هرولد اسمیت (۷۷۷۵–۴۹۳) این ویژگی را دارد:
۴۹۳۷۷۷۵ = ۳ × ۵ × ۵ × ۶۵۸۳۷
که در آن:
۴ + ۹ + ۳ + ۷ + ۷ + ۷ + ۵ = ۳ + ۵ + ۵ + ۶ + ۵ + ۸ + ۳ + ۷ = ۴۲